# کبوتر چشم‌برهنه
 کبوتر چشم‌برهنه (نام علمی: Patagioenas corensis) نام یک گونه از سرده کبوتر میدانی آمریکایی است.